# Protazja
Protazja – imię żeńskie pochodzenia greckiego, żeński odpowiednik imienia Protazy, które powstało na gruncie jęz. greckiego jako spieszczona forma imion dwuczłonowych typu Prōtarchos. Patronką tego imienia jest św Protazja z Senlis.
Protazja imieniny obchodzi 19 grudnia.